# دستور ویژه ۱۰۰۵
دستور ویژه ۱۰۰۵ (به آلمانی: Sonderaktion 1005) نقشه‌ای برای یک مجموعه فعالیت ویژه بود که در ماه مه سال ۱۹۴۲ و در جریان جنگ جهانی دوم و به هدف پنهان کردن یا از بین بردن هرگونه شواهد مربوط به بی‌رحمی و کشتارهای انجام‌شده توسط نازی‌ها در جریان عملیات راینهارد در لهستان تحت اشغال آلمان به اجرا گذاشته شد. در اجرای این نقشه از زندانیان برای نبش قبر گورهای دسته‌جمعی و سپس سوزاندن اجساد استفاده می‌شد. در اکثر موارد این زندانیان با زنجیر به هم وصل بودند تا امکان فرار برای آن‌ها وجود نداشته باشد. در مه ۱۹۴۳ اجرای این نقشه به نواحی تصرف‌شده در شرق اروپا کشیده شد.

## عملیات‌ها

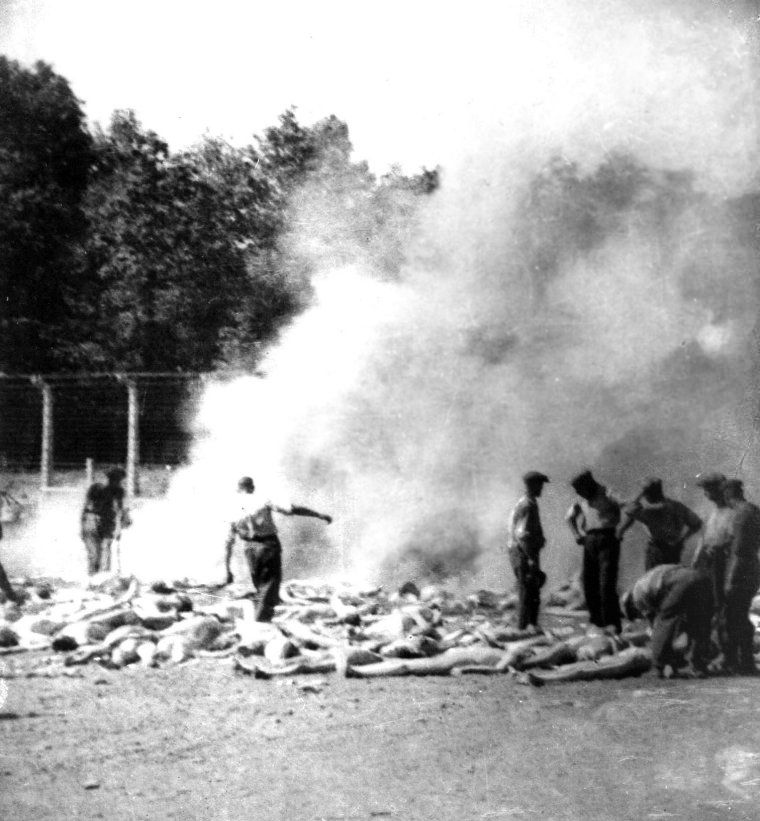
سوزاندن اجساد توسط زندانیان زوندرکوماندو در اردوگاه آشویتس در سال ۱۹۴۴

در مارس ۱۹۴۲ راینهارد هایدریش، پاول بلوبل را در راس این جریان قرار داد؛ اما اجرای آن تا زمان ترور هایدریش در جریان عملیات انتروپوید در ژوئن آن سال به تأخیر افتاد. پس از ترور وی، هاینریش مولر رئیس گشتاپو دستورهای ویژه را به بلوبل داد.
بلوبل کار خود را با اردوگاه مرگ خلمنو شروع کرد. تلاش‌ها برای استفاده از بمب آتش‌زا برای از بین بردن بی‌نتیجه ماند. سپس روش دیگری به‌کار گرفته شد؛ این روش شامل ساخت لایه‌های جایگزینی از اجساد و سپس سوزاندن آن‌ها با استفاده از هیزم‌های به‌دست آمده از چوب خطوط راه‌آهن بود. سپس استخوان‌های باقی‌مانده را در دستگاه آسیاب می‌ریختند و پودر حاصل را دوباره در چاله‌هایی دفن می‌کردند. با این‌حال این عملیات به‌طور رسمی از اردوگاه مرگ سوبیبور آغاز شد. زندانیان اجساد را نبش قبر کرده و سپس در اطراف اردوگاه می‌سوزاندند. پس از انجام هر عملیات، کارگران اعدام می‌شدند. عملیات در نوامبر ۱۹۴۲ به اردوگاه مرگ بلزک رسید. اردوگاه آشویتس و اردوگاه کار اجباری برگن ـ بلزن خودشان کوره آدم‌سوزی داشتند بنابراین اجرای عملیات در این دو اردوگاه نیاز نبود. اجساد اضافی نیز توسط زندانیان سوزانده می‌شد. کار در اردوگاه مرگ بلزک تا مارس ۱۹۴۳ و در اردوگاه مرگ تربلینکا تا ژوئیه ۱۹۴۳ طول کشید.
در سال ۱۹۴۴ و با پیشروی نیروهای شوروی، ویلهلم کوپه دستور داد تا تمامی گورهای دسته‌جمعی لهستان تحت اشغال آلمان پاکسازی شوند. هرچند این روند با موفقیت به اتمام نرسید و لهستان پیش از آن که آن‌ها موفق به از بین بردن تمامی اجساد شوند به دست نیروهای شوروی افتاد.